# 恆春線
恆春線是在台灣南部的屏東縣計畫興建之傳統鐵路支線，自內獅車站與南迴線分歧後通往恆春鎮；其目的為紓解恆春半島及墾丁國家公園長期以來的聯外交通壓力。2002年完成選線規畫。另外也規劃自車城分歧的海生館線，服務國立海洋生物博物館的對外交通需求。
2005年5月3日中華民國交通部進行「恆春半島研議中之鐵路及國道南延案競合分析」結論建議應先以鐵路電氣化延伸至枋寮再以觀光巴士接駁轉運，故計畫一度擱置。而恆春居民不時請願，甚至成為各黨派的政見。交通部鐵路改建工程局預估，如果有了恆春支線，從高雄市的新左營車站搭臺鐵自強號到恆春，大約90分鐘，再轉搭公車約15分鐘可到墾丁；在2013年，時任中華民國交通部部長葉匡時表示，2014年將進行臺鐵恆春支線可行性研究。
2015年時，交通部鐵路改建工程局完成《台鐵恆春支線可行性計畫期末報告》。
2016年12月2日，時任行政院院長林全視察內獅車站時正式宣布台鐵恆春支線開始興建，預訂於2020年開始動工，2025年完工開始營運，全長37.7公里，行車時間67分鐘，以內獅車站為起點，沿途興建8座車站，其中，楓港車站與車城車站採高架化方式興建，總經費為新臺幣199億元，並將臺鐵對號列車以新左營車站為起點直通至恆春車站，可減少45分鐘的轉車時間，也大幅減少屏鵝公路塞車的情況。
2017年，中華民國國家發展委員會通過交通部陳報《恆春觀光鐵路可行性研究》，並列入前瞻基礎建設計畫，預計在綜合規劃（包含環境影響評估），但因行政院為了全力推動高鐵延伸屏東，故暫緩恆春線的各項進度。
2024年，交通部鐵道局檢討後以「屏南觀光鐵路」重啟修正，並於2月22日啟動可行性研究作業。

## 路線資料
- 經營管轄：臺灣鐵路公司

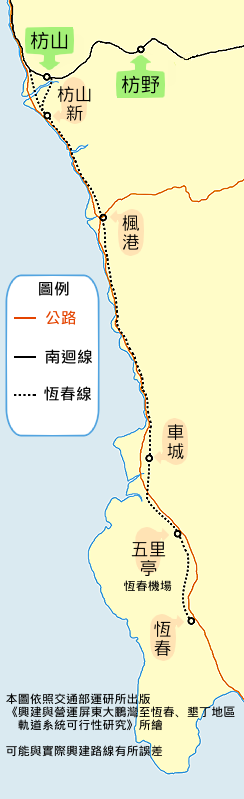
恆春線路線圖與停靠車站

- 路線距離：（恆春線）內獅＝恆春間 37.72 公里
- 軌距：1,067毫米
- 車站數：8（恆春線含起訖車站）
- 雙線區間：無，全線單線
- 電化區間：全線電化[12]。
- 海口以南路段將採高架化興建[13]。
- 因應長久來墾丁國家公園嚴重的聯外交通問題而提出。
- 在交通部運輸研究所的《興建與營運屏東大鵬灣至恆春、墾丁地區軌道系統可行性研究》報告書中，預計部分線路與墾丁地區計畫中的輕軌運輸系統共軌，惟當時交通部認為應以公車替代。

### 清治時期計畫
恆春舊稱「瑯嶠」，自清治時期為重要聚落，曾為恆春縣縣治所在地。光緒二年（1876）福建省巡撫丁日昌基於國防需求，已有計畫興建基隆至恆春鐵道的構想。

### 日治時期計畫
在1900年代日治時期，打狗（今高雄港）鐵路通車後，總督府即有延伸至鳳山、阿緱（屏東）、潮州、恆春的構想，也就是後來的屏東線。1923年鐵路通至溪州（今南州）後，鐵道部一度計畫1924年興建枋寮＝枋山間鐵道，並在1927年後完成至恆春，唯因預算因素而中輟。
由於溪州（今南州）以南路線建設因預算因素長期擱置，延伸恆春成為懸案，當局決定以鐵道部經營的自動車行駛。1940年，鐵道延伸至枋寮。1941年，交通局營自動車開始行駛至恆春。

### 戰後至今
戰後，居民屢次陳情，希望鐵道延伸恆春。其中，日治時期與戰後初期南迴線（連結屏東縣、臺東縣）的探勘路線中，也曾經迂回恆春的比較線案。但由於路線過長、產值不高，跟公路相比沒有競爭力，因此並未採用。
1984年，恆春半島設立墾丁國家公園後，成為著名觀光區，吸引眾多國內外旅客，而日漸惡化的連外交通也成為急需面對的課題。2004年恆春機場雖於完工，但受到落山風影響，至今仍常造成班機停飛。2005年海棠颱風造成台1線楓港橋沖毀，一度造成恆春半島對外陸運交通完全中斷。
2002年，交通部運輸研究所完成《興建與營運屏東大鵬灣至恆春、墾丁地區軌道系統可行性研究》。希望鐵路分擔公路車流，並計畫配合高鐵轉乘，讓旅客能在三小時自臺北抵達恆春。恆春線另有自本線分歧的海生館線，以因應國立海洋生物博物館、墾丁地區旅客的觀光需求。但由於2005年5月3日中華民國交通部進行《恆春半島研議中之鐵路及國道南延案競合分析》，結論建議應先以鐵路電氣化延伸至枋寮，再以觀光巴士接駁轉運，故計畫形同擱置。
時任交通部部長葉匡時於2013年表示，2014年將進行臺鐵恆春支線可行性研究。
2015年12月，鐵路改建工程局完成台鐵恆春支線可行性計畫期末報告，報請交通部、行政院核定，最快2020年動工、2025年啟用。
2017年4月，行政院提出「前瞻基礎建設計畫」後，將台鐵恆春線核定為「恆春觀光鐵道計畫」，總經費新台幣199.36億元。
2018年10月底、交通部核定可行性研究報告、陳報行政院。
2020年9月及11月，行政院退回交通部可行性研究報告，並且要求檢討修正。
2022年11月，交通部鐵道局送交綜整評估結果及屏東縣政府意見至交通部審查。
2023年10月，原先認定本線與屏南快速道路存在競合問題，考量後者在楓港以南無路廊競爭，因此再啟可行性研究。

## 外部連結
- 交通部鐵道局 （页面存档备份，存于）

## 相關
- 機場聯絡軌道系統
- 交通部鐵道局
- 臺灣鐵路公司
- 臺灣鐵路管理局
- 恆春半島